# Iglesia de San Pedro (Antequera)

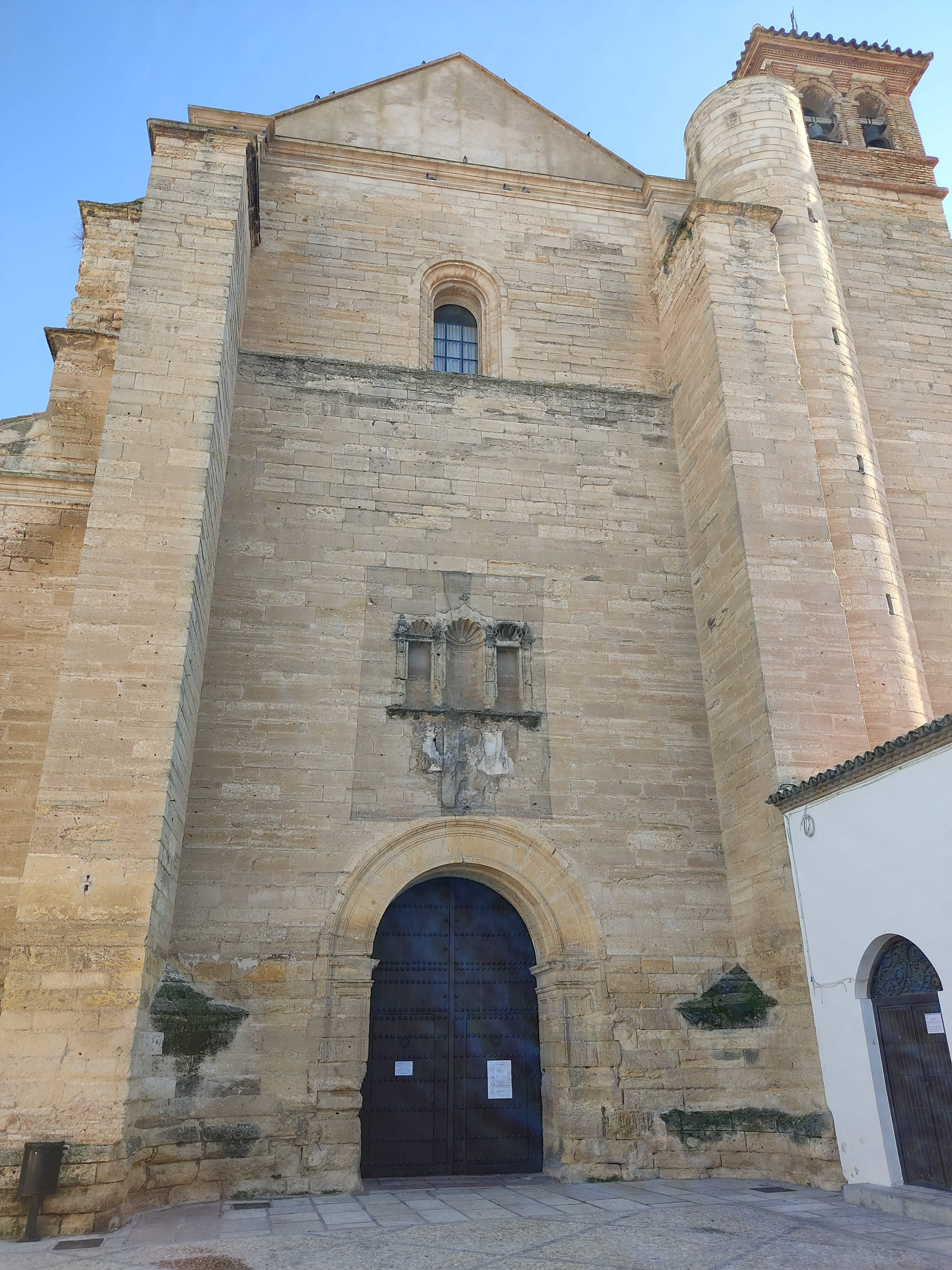
Portada Principal

La iglesia de San Pedro  es un templo religioso de culto católico situado en Antequera, provincia de Málaga, Andalucía.
La primitiva iglesia de San Pedro se fundó en 1522 por el sacerdote Esteban de Villalón, y fue consagrada el 30 de junio de ese año por el Prior San Juan de Acre en Sevilla. A partir de 1564, aumentada su feligresía se iniciará un proceso de ampliación que finalizará en 1731 bajo el episcopado de Fray Francisco de San José
Es un templo de transición renacentista, con una imponente masa, robustos pilares y enormes columnas que soportan las altas bóvedas de crucería y ventanales de medio punto que iluminan la iglesia.
En la nave, cerca del presbiterio, hay una buena copia, coetánea del original, de San Antonio de Padua, realizada por Ribera, que se admira en Madrid en la Academia de San Fernando. Los cuadros más interesantes son los de la historia de la Virgen de Juan Correa.
La hermandad del Santísimo Sacramento, instituida de muy antiguo en esta iglesia, conserva, entre otros valioso objetos, una preciosa colección de cornucopias dieciochistas muy dignas de ser contempladas.
En 1940 se realizaron importantes reformas gracias al párroco don Clemente Blázquez Pareja-Obregón para consolidar la construcción y eliminar el coro bajo, para permitir dejar libre la nave central.